# 盧特森鎮區 (明尼蘇達州庫克縣)
盧特森鎮區（英語：Lutsen Township）是位於美國明尼蘇達州庫克縣的一個行政鎮區。

## 地方資料
盧特森鎮區的面積為273.89平方千米，當中陸地面積為253.52平方千米，而水域面積為20.37平方千米。根據2020年美國人口普查的數據，當地共有人口537人，而人口密度為每平方千米1.96人。